# فزاعة
الفزَّاعَة أو خيال المآتة أو المِجْدَار أو النُّطَّار هي دمية أو مانيكان عادة على شكل إنسان مصنوعة من القش المخبأ في ثياب. تستخدم الفزاعات عادة لإخافة الطيور أو أهداف للتدريب على الرمي أو ضربات السيف أو دمى للحرق أو للفت انتباه الثيران. وفي المثل: فلانٌ كالمجدار ليس له مقدار. ويُقال له بالعامية: المخيبر.

## معرض صور

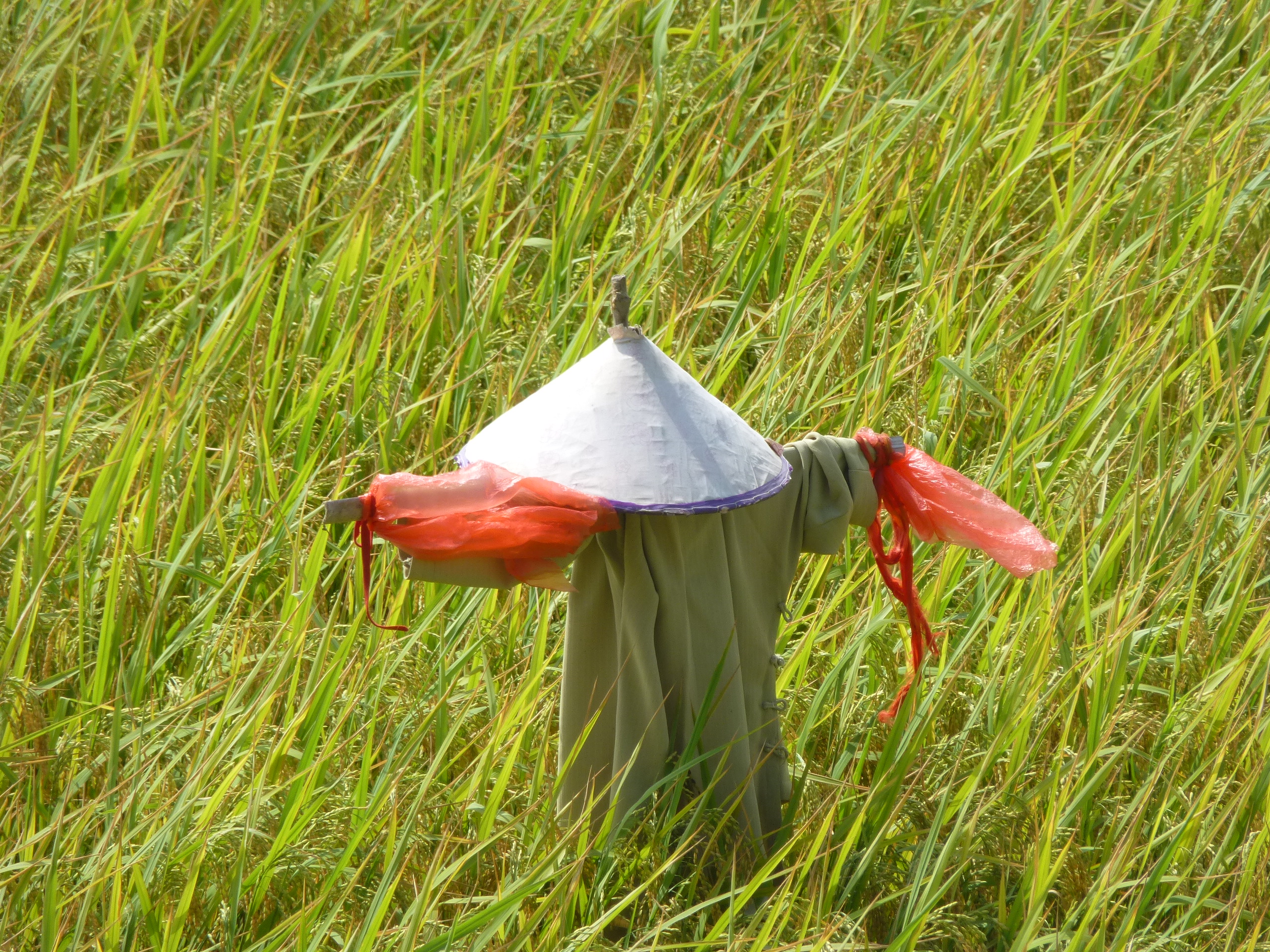
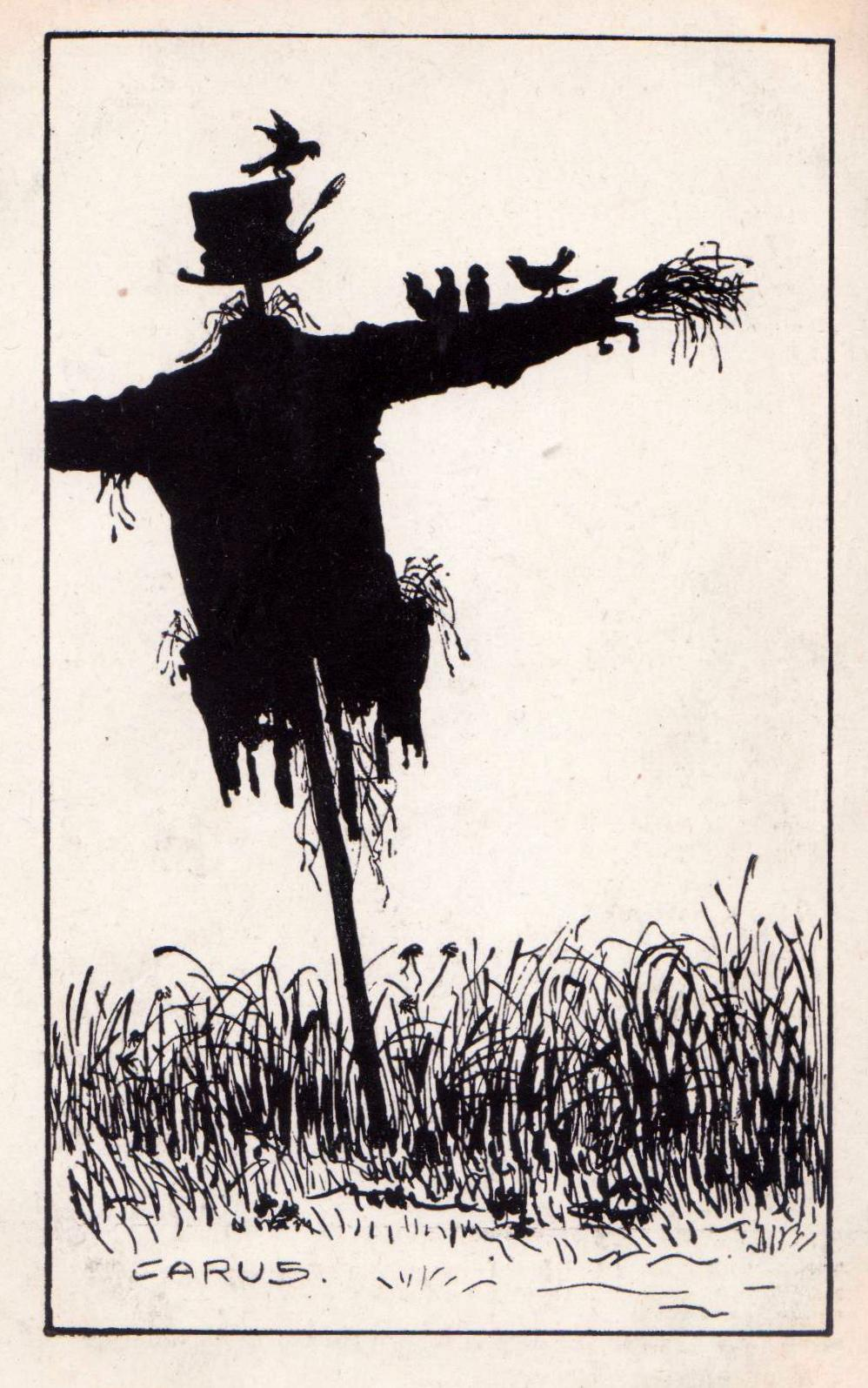
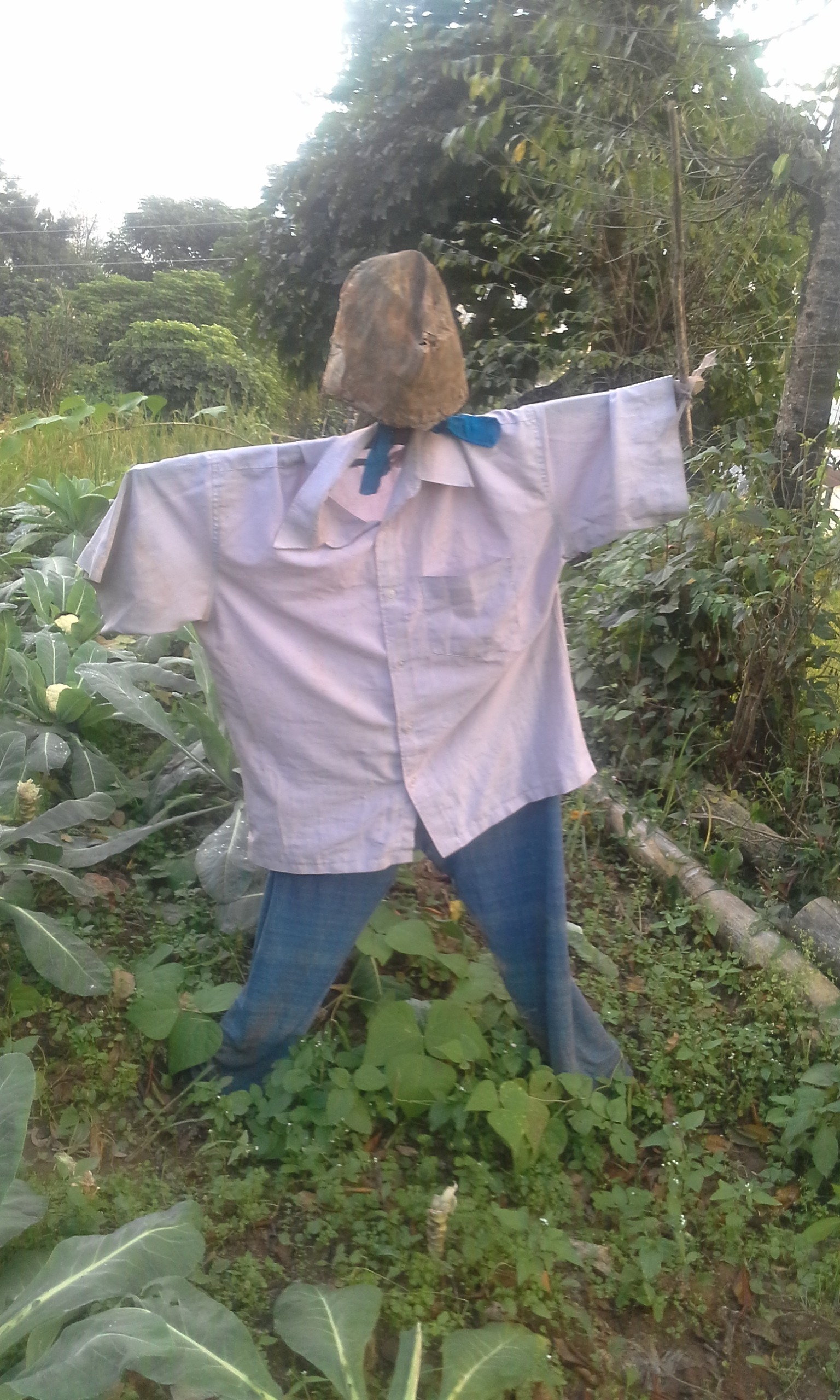